# La Meilleraie-Tillay
La Meilleraie-Tillay è un comune francese di 1 551 abitanti situato nel dipartimento della Vandea nella regione dei Paesi della Loira.

## Società

### Evoluzione demografica
Abitanti censiti